# リー・キャンプ
リー・マイケル・ジョン・キャンプ（Lee Michael John Camp, 1984年8月22日）は、イギリス、ダービーシャー、ダービー出身の元サッカー選手。現役時代のポジションはゴールキーパー。

## 代表
イングランドU-21 (2004-2007)
- 5試合出場

北アイルランド (2011-2012)
- 9試合出場